# 邾子非
邾子非（？—？），曹姓，名非，為西周諸侯國邾国君主第二代君主，是邾子挾的儿子，死后，儿子邾子成继位。